# 660-669
De jaren 660-669 (van de christelijke jaartelling) zijn een decennium in de 7e eeuw.

## Belangrijke gebeurtenissen

### Byzantijnse Rijk
- 660 : Na de moord op zijn jongere broer Theodosius vlucht keizer Constans II Pogonatos naar Syracuse op Sicilië, dat hij tot zijn permanente hoofdkwartier wil maken.
- 662-668 : Constans voert verschillende plundertochten tegen de Longobarden in Italië.
- 668 : Constans II wordt vermoord, hij wordt opgevolgd door zijn zoon Constantijn IV. Het hof keert terug van Syracuse naar Constantinopel.

### Arabische Rijk
- 661 : Na de moord op kalief Ali ibn Abu Talib, neef en schoonzoon van de islamitische profeet Mohammed, ontstaat er een kloof tussen de aanhangers van Ali (sjiieten) en de overige moslims (soennieten). De nieuwe kalief wordt Moe'awija I, stichter van de Omajjaden-dynastie.

### Christendom
- 664: Synode van Whitby. De strijd tussen het Keltisch christendom versus de Romeinse ritus.

## Heersers

### Europa
- Beieren: Theodo I (ca. 640-680)
- Bulgaren: Koebrat (632-665), Batbayan (665-668)
- Byzantijnse Rijk: Constans II (641-668), Constantijn IV (668-685)
  - tegenkeizer: Mizizios (668)
  - exarchaat Ravenna: Theodorus I Calliopas (653-?), Gregorius (ca. 666-678)
- Engeland en Wales
  - East Anglia: Aethelwold (655-664), Ealdwulf (664-713)
  - Essex: Sigeberht II (653-660), Swithhelm (660-664), Sighere (664-683/688) en Sæbbi (664-694)
  - Gwynedd: Cadwaladr ap Cadwallon (ca. 655-682)
  - Kent: Earconbert (640-664), Egbert I (664-673)
  - Mercia: Wulfhere (658-675)
  - Northumbria: Oswiu (642/655-670)
  - Wessex: Cenwalh (643-674)
- Franken
  - Austrasië: Childebert de Geadopteerde (656-662), Childerik II (662-675)
    - hofmeier: Wulfoald (662-675)

  - Neustrië: Chlotharius III (657-673)
    - hofmeier: Ebroin (657-673)

  - Aquitanië: Boggis (632-660), Felix (660-673)
- Longobarden: Aripert I (653-661), Gondibert en Pertarit (661-662), Grimoald I van Benevento (662-671)
  - Benevento: Grimoald I (651-662), Romuald I (662-677)
  - Spoleto: Attone (650-665), Thrasimund I (665-703)
- Visigoten: Recceswinth (653-672)

### Azië
- Islam (kalief): Ali (656-661), Hassan (661)
  - Omajjaden: Moe'awija I (661-680)
  - imam (sjiieten): Hassan (661-670)
- Chenla (Cambodia): Jayavarman I (657-681)
- China (Tang): Tang Gaozong (649-683)
- India
  - Chalukya: Vikramaditya I (654-668)
  - Pallava: Narasihavarman I (630-668), Mahendravarman II (668-670)
- Japan: Saimei (655-661), Tenji (661-672)
- Korea
  - Koguryo: Pojang (642-668)
  - Paekche: Uija (641-660)
  - Silla: Muyeol (654-661), Munmu (661-681)
- Tibet: Mansong Mangtsen (ca. 650-676)

### Religie
- paus: Vitalianus (657-672)
- patriarch van Alexandrië (Grieks): vacant
- patriarch van Alexandrië (Koptisch): Benjamin I (622-661), Agatho (661-677)
- patriarch van Antiochië (Grieks): Macarius (656-681)
- patriarch van Antiochië (Syrisch): Theodorus (649-667), Severius II bar Masqeh (667-681)
- patriarch van Constantinopel: Petrus (654-666), Thomas II (667-669), Johannes V (669-675)
- patriarch van Jeruzalem: Johannes van Philadelphia (649-692)

<< · 660 · 661 · 662 · 663 · 664 · 665 · 666 · 667 · 668 · 669 · >>
<< · 600-609 · 610-619 · 620-629 · 630-639 · 640-649 · 650-659 · 660-669 · 670-679 · 680-689 · 690-699 · >>